# باول غونتر
باول غونتر (بالألمانية: Paul Günther)‏ هو غطاس ألماني، ولد في 24 أكتوبر 1882 في هانوفر في ألمانيا، وتوفي في 1945 في دويسبورغ في ألمانيا.

## وصلات خارجية
- باول غونتر على موقع قاعة مشاهير السباحة العالمية (الإنجليزية)
- باول غونتر على موقع اللجنة الأولمبية الدولية (الإنجليزية)
- باول غونتر على موقع أوليمبيديا (الإنجليزية)
- باول غونتر على موقع قاعة مشاهير المدرسة الثانوية ايبيريا الجديدة (مؤرشف) (الألمانية)